# Svaté Pole

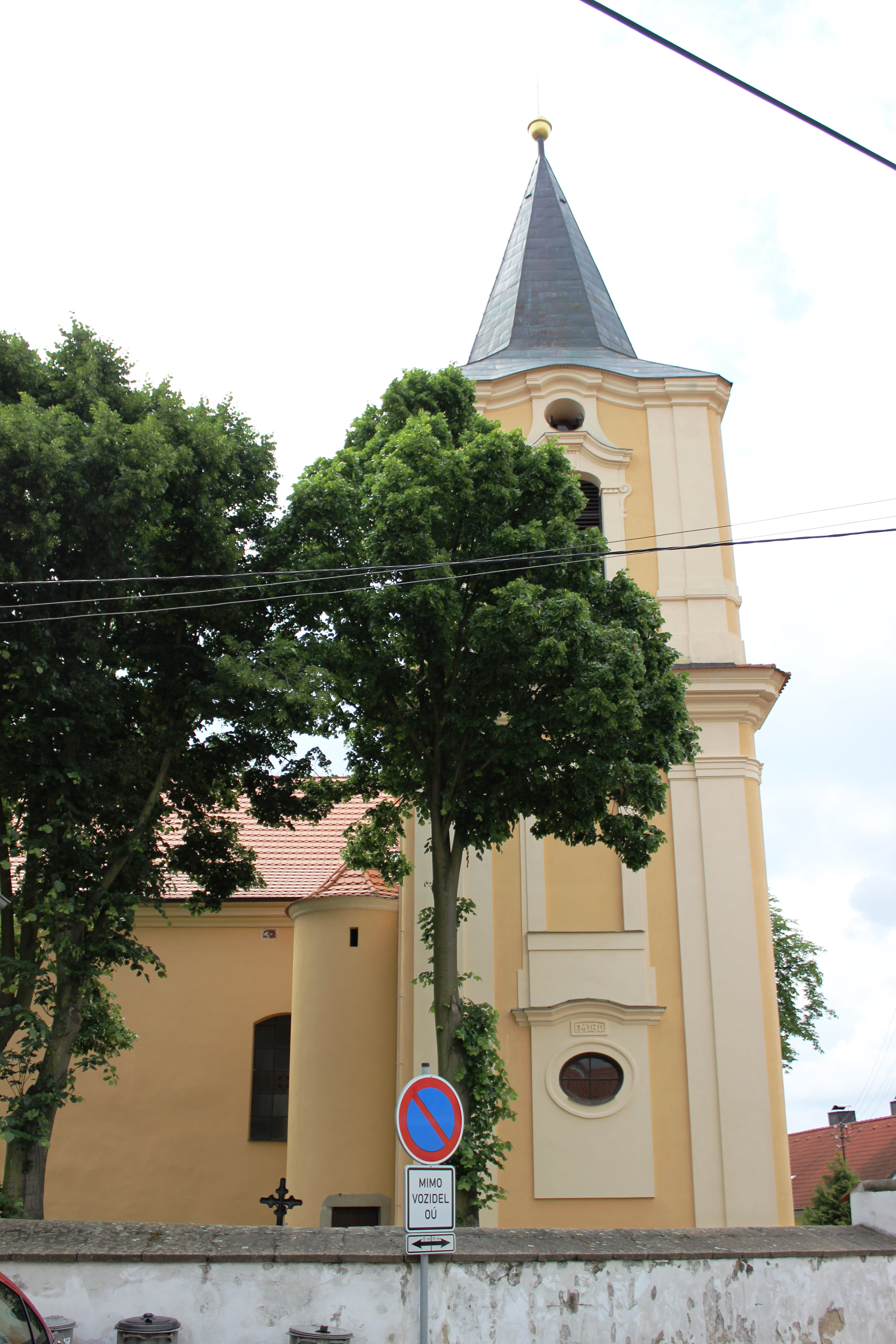
Kirche der hl. Elisabeth

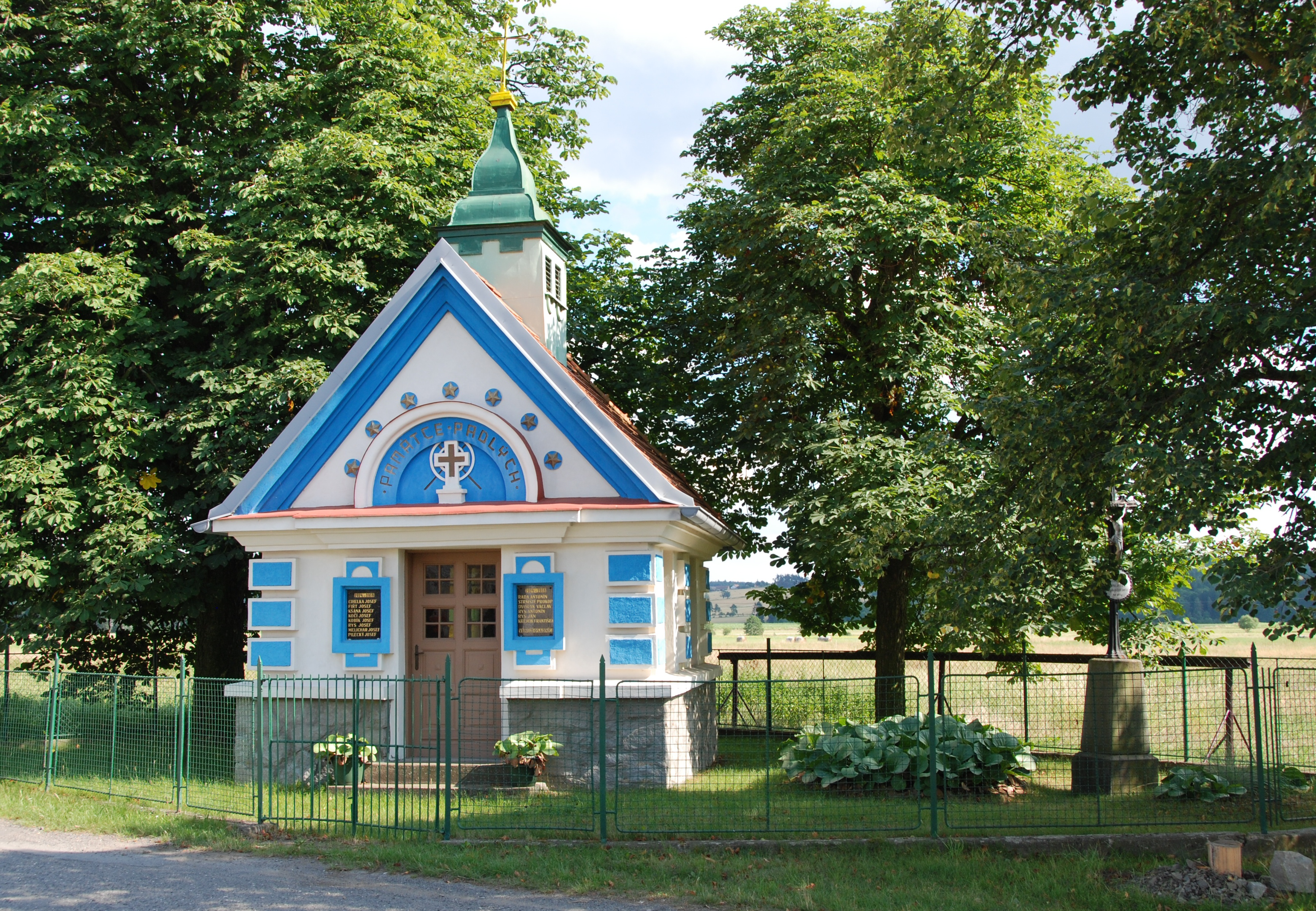
Kapelle Mariä Himmelfahrt bei Budínek

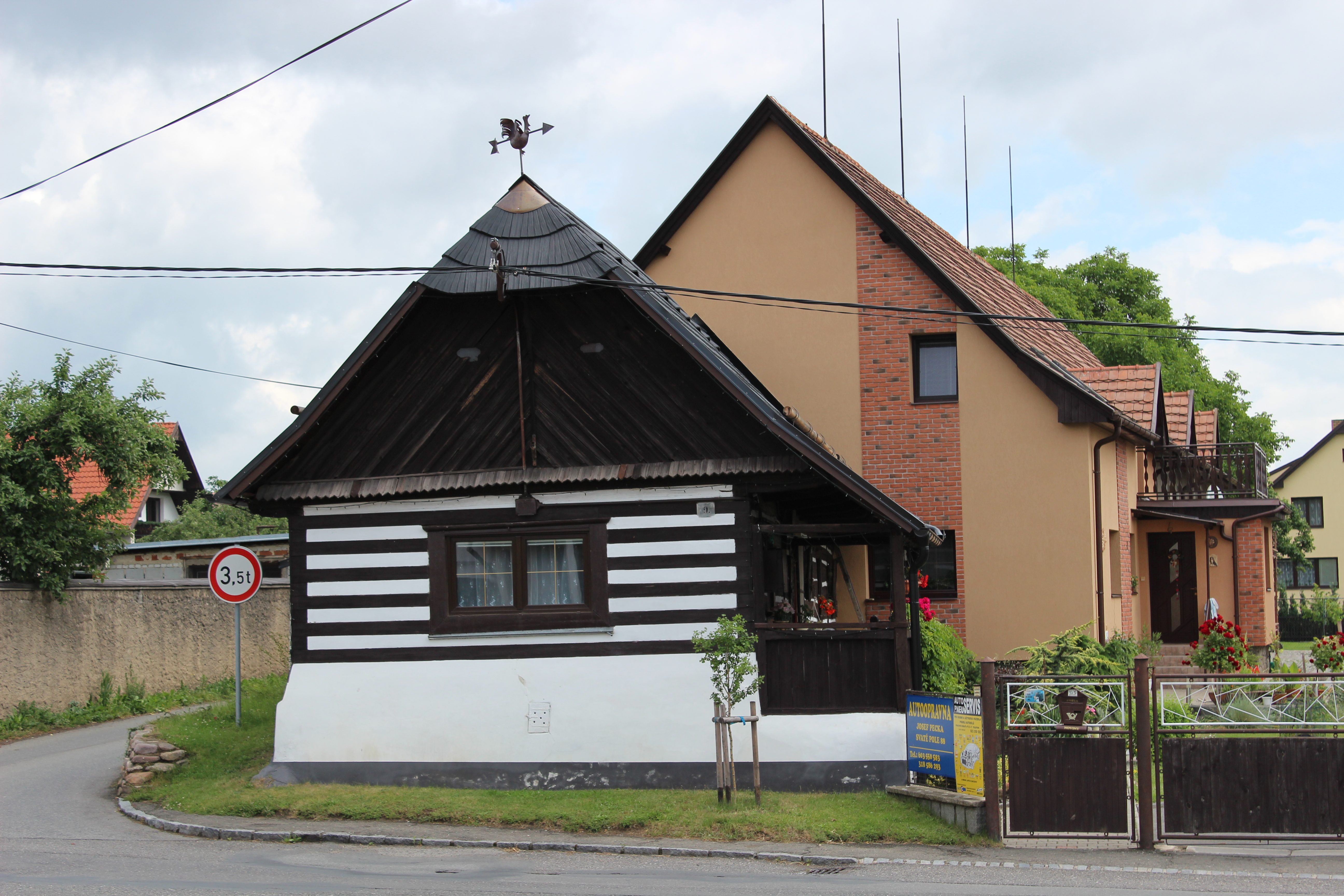
Gezimmerte Chaluppe in Svaté Pole

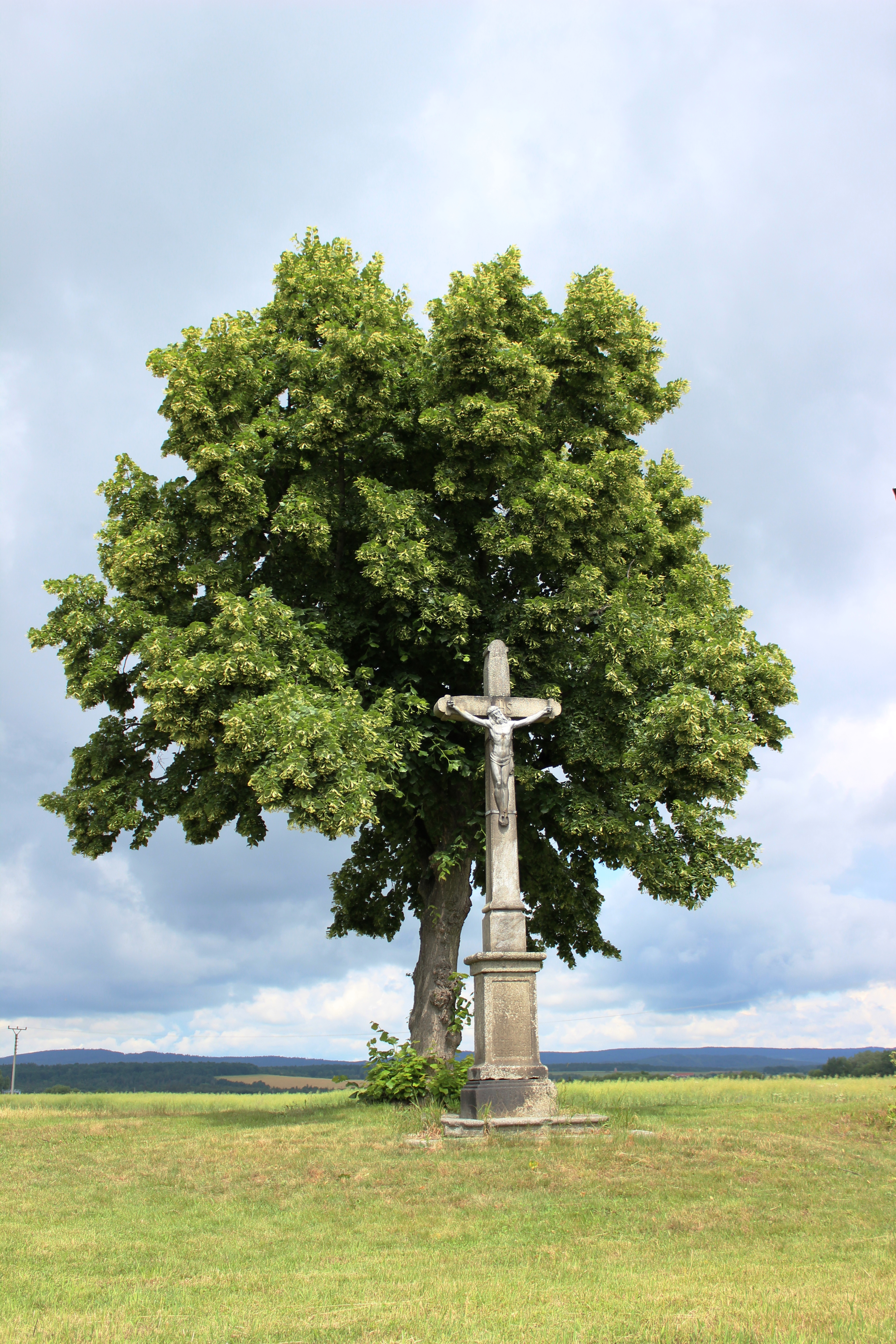
Wegkreuz und Linde am Ortsrand

Svaté Pole (deutsch Heiligfeld) ist eine Gemeinde in Tschechien. Sie liegt vier Kilometer südlich von Dobříš und gehört zum Okres Příbram.

## Geographie
Svaté Pole befindet sich in der Dobříšská pahorkatina (Dobrischer Hügelland). Das Dorf wird vom Bach Sychrovský potok durchflossen, der unterhalb des Ortes im Svatopolský rybník (Heiligfelder Teich) gestaut wird. Nordöstlich erhebt sich der Věžní vrch (387 m n.m.), im Südosten der Kozinec (457 m n.m.). Nördlich und westlich von Svaté Pole verläuft die Schnellstraße R 4, bei Dolní Svaté Pole befindet sich die Abfahrt 32 Dobříš-jih.
Nachbarorte sind Dolní Svaté Pole, Chotobuš und Dobříš im Norden, Stará Huť, Kramářka und Budínek im Nordosten, Budín und Rybníky im Osten, Tuškov und Libice im Südosten, Daleké Dušníky und Druhlice im Süden, Ostrov und Obořiště im Südwesten sowie Sychrov, Lhotka und Svatá Anna im Nordwesten. 

## Geschichte
Nach einer Legende soll sich an der Stelle des heutigen Dorfes ein Brunnen befunden haben, dessen Wasser einem blinden Kind das Augenlicht zurückgab. Daraufhin ließ der Vater an dem Brunnen eine Kapelle erbauen. Nach Balbinus soll ein Ritter von einer Kreuzfahrt Erde vom Heiligen Grab in Jerusalem mitgeführt haben, mit der der Friedhof an der Kirche geweiht wurde. Älteren Überlieferungen zufolge soll sich in Svaté Pole um 1192 eine dem Kloster Nepomuk unterstellte Zisterzienserpropstei befunden haben, die während der Hussitenkriege erlosch; wahrscheinlich handelt es sich dabei um eine Verwechslung mit dem Kloster Svaté Pole in Ostböhmen. 
Die erste schriftliche Erwähnung von Svaté Pole erfolgte im Jahre 1352. Die der hl. Elisabeth von Thüringen geweihte Kirche war zu dieser Zeit Pfarrkirche für einen weiten Umkreis, zu dem auch Dobříš gehörte. Der Name des Ortes leitet sich von dem mit Erde aus dem Heiligen Land bestreuten Friedhof (campus sanctus) ab. Während der Hussitenkriege wurde das alte hölzerne Pfarrhaus von den Aufständischen niedergebrannt. Heiligfeld bildete ein landtäflisches Gut, das bereits zu Zeiten der Herren Swihowsky von Riesenberg an das Gut Dobříš angeschlossen war. Zu den Besitzern beider Güter gehörte in der Mitte des 16. Jahrhunderts Ferdinand Swihowsky von Riesenberg, ihm folgte Ferdinand Břetislaw Swihowsky von Riesenberg. Nach dessen Tod fielen die Güter wieder an die Böhmische Kammer heim. Nach dem Bau der Heiligkreuzkirche in Dobříš wurde die Stadt 1589 von Svaté Pole ausgepfarrt und die Pfarrei Dobříš errichtet. Am 14. Juni 1630 verkaufte die Böhmische Kammer die Herrschaft Dobřisch mit dem angeschlossenen Gut Heiligfeld mit Ausschluss der Jagd auf Rot- und Schwarzwild erblich an den Oberstjäger der Königreiches Böhmen, Bruno von Mansfeld und Heldrungen. Nachfolgender Besitzer war Franz Maximilian von Mansfeld. Nachdem 1780 mit dem Tode von Joseph Wenzel von Mansfeld das Geschlecht im Mannesstamme erloschen war, erbte dessen Schwester Maria Isabella die Herrschaft Dobřisch. Es erfolgte die Namens- und Wappenvereinigung mit der Familie ihres Ehemannes Franz de Paula Gundaker von Colloredo-Waldsee-Mels zum Geschlecht Colloredo-Mannsfeld. Nach Maria Isabellas Tod im Jahre 1794 erbte ihr Sohn Rudolph Joseph II. die Güter. Nach dem Tode des kinderlosen Rudolf Joseph II. von Colloredo-Mannsfeld fiel die Herrschaft 1844 an dessen Neffen Franz de Paula Gundaccar II. von Colloredo-Mannsfeld.
Im Jahre 1846 bestand das im Berauner Kreis gelegene Dorf Heiligfeld bzw. Swaté Pole aus 25 Häusern mit 126 Einwohnern, darunter zwei jüdische und eine protestantische Familie. Unter dem Patronat der Obrigkeit standen die Pfarrkirche der hl. Elisabeth, die Pfarrei und die Schule. Außerdem gab es im Ort ein altes obrigkeitliches Schloss, einen obrigkeitlichen Meierhof mit Schäferei sowie zwei Mühlen, davon eine mit Brettsäge. Heiligfeld war Pfarrort für Budin (Budín), Budinek (Budínek), Duschnik, Klein-Lhota (Lhotka), Klein-Lhotka (Dolní Svaté Pole), Libitz (Libice), Rybnik, Sichrow (Sychrov), Wobořischt, Langen-Lhota und Druhlitz. Bis zur Mitte des 19. Jahrhunderts blieb Heiligfeld der Herrschaft Dobřisch untertänig.
Nach der Aufhebung der Patrimonialherrschaften bildete Svaté Pole / Heiligfeld ab 1850 mit den Ortsteilen Budínek, Obořiště und Lhotka eine Gemeinde im Gerichtsbezirk Dobříš. Ab 1868 gehörte die Gemeinde zum Bezirk Příbram. Am 29. August 1868 wurde die von Obořiště gesuchte Abtrennung von Svaté Pole durch den Böhmischen Landtag abgelehnt, am 17. Jänner 1874 gab der Landtag schließlich seine Zustimmung zur Bildung der selbstständigen Gemeinde Obořiště. Lhotka löste sich 1948 von Svaté Pole los und bildete eine eigene Gemeinde. Ab 1949 gehörte Svaté Pole zum neugebildeten Okres Dobříš, nach dessen Aufhebung wurde die Gemeinde 1960 wieder Teil des Okres Příbram. Zu Beginn des Jahres 1988 wurden Svaté Pole und Budínek nach Dobříš eingemeindet, seit dem 24. November 1990 besteht die Gemeinde Svaté Pole wieder.

## Gemeindegliederung
Die Gemeinde Svaté Pole besteht aus den Ortsteilen Budínek (Budinek) und Svaté Pole (Heiligfeld). Grundsiedlungseinheiten sind Budínek, Kramářka und Svaté Pole. Zu Svaté Pole gehören außerdem die Einschichten Dolní Svaté Pole (Unter Heiligfeld, auch Klein Lhotka) und Tuškov (Tuskow).

## Sehenswürdigkeiten
- Kirche der hl. Elisabeth von Thüringen in Svaté Pole; der aus dem 14. Jahrhundert stammende gotische Bau wurde in den Jahren 1711–1712 barock umgebaut. 1811 erfolgte eine weitere Umgestaltung der Kirche, um 1800 erhielt sie einen klassizistischen Altar mit Statuen der hll. Paulus und Rochus.[8]
- Kapelle Mariä Himmelfahrt am östlichen Ortsrand von Budínek auf dem Gemeindegebiet von Rybníky
- Wegkreuz und Linde am Ortsrand von Svaté Pole
- Gezimmerte Chaluppen in Svaté Pole
- Pfarrhaus in Svaté Pole
- Bildstock des hl. Rochus
- Naturdenkmal Pařezitý um den Teich Pařezítý rybník zwischen Budínek und Kramářka. Der Teich und die ihn umgebenden Sümpfe wurden 2009 unter Schutz gestellt
- Svatopolský rybník (Heiligfelder Teich), der Bach Sychrovský potok verlässt den Teich in zwei Richtungen. Der natürliche Bachlauf führt über Budínek und Rybníky nach Osten zur Kocába; der künstlich angelegte Bachlauf führt nach Norden in den Dobříšer Schlosspark und speist dann zwischen Dobříš und Stará Huť die Teiche Huťský rybník und Strž